# Agnes Blaikie (navă)
Agnes Blaikie a fost o navă comercială închiriată de guvernul britanic în timpul Războiului Crimeii pentru transportul de cargouri militare și echipamente către armata staționată în Balaklava. Vasul a fost probabil numit în onoarea soției Lordului Provost al Aberdeen-ului, Sir Thomas Blaikie.
Agnes Blaikie a fost înregistrată prima dată în Aberdeen în 1841, fiind deținută de George Thompson Jr. de la Aberdeen Line și comandată de Alex Duthie. Prima ei călătorie a fost către Santiago de Cuba.
În 1849 a fost înregistrată în Swansea, Țara Galilor, sub proprietatea companiei W. Jenkins and Company. Pe 30 iunie 1852 a fost cumpărată de John Crow Richardson și comandată de Thomas Thomas. Totuși, curând și-a schimbat din nou proprietarii (poate chiar de două ori), fiind cumpărată de Henry Dobson, de la adresa 81 Princess Street, Bristol, Anglia, pe 5 februarie 1853 (data cumpărării poate fi puțin imprecisă, deoarece Dobson a publicat o reclamă pentru călătoria navei din Bristol direct către Melbourne, Port Philip, cu plecare pe 10 februarie 1853, în The Times din 22 ianuarie 1853). În 1855, acum înregistrată în Londra, era deținută de Jordison și comandată în ultima ei călătorie de Henry Hamden.

## Caracteristici tehnice și proprietate
Cu o lungime de 116,3 ft și o lățime de 23,7 ft, Agnes Blaikie avea un tonaj de aproximativ 385 GRT, ceea ce o plasa în categoria navelor comerciale de dimensiuni medii ale vremii. Inițial, proprietarul navei a fost compania Aberdeen Line, condusă de George Thompson Jr. În 1849, nava a fost vândută la Swansea și, mai apoi, în 1852, a schimbat proprietari în Bristol și Londra, fiind comandată de căpitanul Henry Hamden în ultimele sale călătorii comerciale.

## Coliziune și scufundare
Agnes Blaikie a plecat de pe Tamisa pe 22 ianuarie 1855 cu un cargou format din 180 de tone de proiectile și 250 de tone de cocs. Tragedia a survenit pe 5 mai 1855, când Agnes Blaikie a intrat în coliziune cu coasterul HMS Medina în Marea Neagră, în apropierea Balaklavei. În urma accidentului, nava s-a scufundat, însă toți membrii echipajului au fost salvați. Incidentul a fost marcat de faptul că un ofițer aflat la bordul HMS Medina s-a sinucis după coliziune, ceea ce adaugă o notă sumbră poveștii.

## Descoperirea epavei
Epava navei Agnes Blaikie a fost descoperită în anul 2003 de echipe de scafandri utilizînd sonare, la sud de Sevastopol. și Identificarea oficială a fost confirmată trei ani mai târziu, în 2006, oferind arheologilor și istoricilor o fereastră valoroasă către trecutul maritim al secolului XIX.